# Campeonato Paraibano 1975
In 1975 werd het 65ste Campeonato Paraibano gespeeld voor voetbalclubs uit de Braziliaanse staat Paraíba. De competitie werd georganiseerd door de Federação Paraibana de Futebol. Aan het einde van de tweede fase protesteerde Auto Esporte tegen een scheidsrechter. De club ging naar de rechtbank en de competitie raakte in een impasse, waardoor de derde fase zelfs afgelast werd. De voetbalbond riep hierop Treze en Botafogo beiden tot kampioen uit. In 1976 vocht Campinense deze beslissing aan, waardoor zij uiteindelijk ook tot kampioen uitgeroepen werden. 

## Eerste fase
| Plaats | Club                 | Wed. | W | G | V | Saldo | Ptn. |
| ------ | -------------------- | ---- | - | - | - | ----- | ---- |
| 1.     | Botafogo             | 10   | 8 | 2 | 0 | 24:4  | 18   |
| 2.     | Campinense           | 10   | 7 | 2 | 1 | 17:7  | 16   |
| 3.     | Treze                | 10   | 7 | 1 | 2 | 19:5  | 15   |
| 4.     | Auto Esporte         | 10   | 5 | 3 | 2 | 16:8  | 13   |
| 5.     | Atlético             | 10   | 5 | 1 | 4 | 21:13 | 11   |
| 6.     | Guarabira            | 10   | 4 | 1 | 5 | 12:14 | 9    |
| 7.     | Nacional de Patos    | 10   | 2 | 4 | 4 | 9:14  | 8    |
| 8.     | Santa Cruz           | 10   | 3 | 1 | 6 | 10:18 | 7    |
| 9.     | Santos               | 10   | 3 | 1 | 6 | 8:18  | 7    |
| 10.    | América              | 10   | 1 | 2 | 7 | 6:15  | 4    |
| 11.    | Nacional de Cabedelo | 10   | 1 | 0 | 9 | 5:31  | 2    |

|  | Geplaatst voor finale |

## Tweede fase
| Plaats | Club                 | Wed. | W | G | V | Saldo | Ptn. |
| ------ | -------------------- | ---- | - | - | - | ----- | ---- |
| 1.     | Treze                | 10   | 8 | 1 | 1 | 18:4  | 17   |
| 2.     | Campinense           | 10   | 7 | 2 | 1 | 20:5  | 16   |
| 3.     | Nacional de Patos    | 10   | 5 | 2 | 3 | 20:10 | 12   |
| 4.     | Auto Esporte         | 10   | 5 | 2 | 3 | 14:6  | 12   |
| 5.     | Botafogo             | 10   | 4 | 4 | 2 | 14:8  | 12   |
| 6.     | Atlético             | 10   | 4 | 3 | 3 | 13:11 | 11   |
| 7.     | Guarabira            | 10   | 4 | 3 | 3 | 8:6   | 11   |
| 8.     | Nacional de Cabedelo | 10   | 2 | 3 | 5 | 8:23  | 7    |
| 9.     | Santa Cruz           | 9    | 2 | 1 | 6 | 5:18  | 5    |
| 10.    | Santos               | 8    | 0 | 2 | 6 | 5:14  | 2    |
| 11.    | América              | 9    | 0 | 1 | 8 | 9:29  | 1    |

|  | Geplaatst voor finale |

### Kampioen
| Campeonato Paraibano de 1975 |
| Paraiba                      |
| ---------------------------- |
| TREZE Kampioen (5° titel)    |

| Campeonato Paraibano de 1975  |
| Paraiba                       |
| ----------------------------- |
| BOTAFOGO Kampioen (16° titel) |